# 唐家坊镇
唐家坊镇，是中华人民共和国湖南省邵陽市绥宁县下辖的一个乡镇级行政单位。

## 行政区划
唐家坊镇下辖以下地区：
唐市社区、曾家湾村、赖梅村、下湾村、唐市村、唐家坊村、梅溪村、湖塘村、白沙村、上白村、联兴村、罗连村、从阳村、宝善村、金龙村、盐井村、冲峰村和松阳村。